# Kuba Giermaziak
Jakub "Kuba" Giermaziak (Gostyń, Polonia, 9 de julio de 1990) es un piloto de automovilismo polaco.
Ha participado en diversas categorías de automovilismo incluyendo la Copa de Europa del Norte de Fórmula Renault 2.0, la Eurocopa de Fórmula Renault 2.0 y la Fórmula 3 Euroseries.